# 2961 Katsurahama
A 2961 Katsurahama (ideiglenes jelöléssel 1982 XA) a Naprendszer kisbolygóövében található aszteroida. Tsutomu Seki fedezte fel 1982. december 7-én.